# Người Co
Người Co còn có tên gọi khác: Cor (Kor), Col. Người Co là một trong số 54 dân tộc ở Việt Nam.
Người Co nói tiếng Co (KOR), một ngôn ngữ thuộc ngữ tộc Môn-Khmer.

## Dân số và địa bàn cư trú
Người Co cư trú chủ yếu ở khu vực thung lũng thượng du các sông Trà Bồng, sông Rin và sông Tranh thuộc huyện Trà Bồng và Tây Trà tỉnh Quảng Ngãi. Người Co ở Quảng Nam khoảng 4,500 người, sống chủ yếu ở các xã Trà Kót, Trà Giáp, Trà Nú, Trà Giang huyện Bắc Trà My và một số ít sống ở xã Tiên Lập (Tiên Phước), Tam Sơn, Tam Trà (Núi Thành).
Dân số người Co theo điều tra dân số 2019 là 40.442 người , theo điều tra dân số 1999 là 27.766 người.
Theo Tổng điều tra dân số và nhà ở năm 2009, người Co ở Việt Nam có dân số 33.817 người, cư trú tại 25 trên tổng số 63 tỉnh, thành phố. Người Co cư trú tập trung tại các tỉnh: 
Quảng Ngãi (28.110 người, chiếm 83,1% tổng số người Co), 
Quảng Nam (5.361 người), 
Kon Tum (118 người).

## Đặc điểm kinh tế
Người Co làm rẫy là chính. Người Co trồng lúa, ngô, sắn và nhiều loại cây khác. Đặc biệt, cây quế Quảng là đặc sản truyền thống ở Trà My. Quế ở vùng người Co có chất lượng và năng suất cao được các địa phương trong nước và nhiều nơi trên thế giới biết tiếng. Hàng năm quế đem lại nguồn thu đáng kể cho người Co.
Tại các vùng Quảng Nam, Quảng ngãi, một thời đã trồng giống lúa Co, và lúa Trì trì. Có lẽ lúa Co là đó, là của người Co, Lúa Trì Trì là của người Chăm.

## Tổ chức cộng đồng
Từng làng của người Co có tên gọi riêng theo tên người trưởng làng hoặc tên sông, suối, tên đất, tên rừng. 
Trong xã hội Co, các bô lão luôn được nể trọng. Ông già được suy tôn làm trưởng làng phải là người hiểu biết phong tục, giàu kinh nghiệm sản xuất và ứng xử xã hội, được dân làng tín nhiệm cao và thuộc dòng họ có công lập làng. Người Co xưa kia không có tên gọi của mỗi dòng họ, về sau người Co nhất loạt mang họ Đinh. Từ mấy chục năm nay một số người Co lại lấy họ Hồ, họ Phạm, họ Huỳnh.(của Chủ tịch Hồ Chí Minh và Thủ tướng Phạm văn Đồng, cụ Huỳnh Thúc Kháng của Việt nam, thời sau 1945)

## Văn hóa
Người Co thích múa hát, thích chơi chiêng, cồng, trống. Các điệu dân ca phổ biến của người Co là Xru, Klu và Agiới. Các truyện cổ của người Co truyền miệng từ đời này sang đời khác luôn làm say lòng cả người kể và người nghe.

## Nhà cửa
Trước kia vòng rào làng được dựng lên cao, dày, chắc chắn với cổng ra vào đóng mở theo quy định chặt chẽ, với hệ thống chông thò, cạm bẫy để phòng thủ... Tùy theo số dân mà làng có một hay vài một nhà ở, dài ngắn, rộng hẹp khác nhau. Thường nóc cũng là làng vì rất phổ biến hiện tượng làng chỉ có một nóc nhà. Nay vẫn thấy có nóc dài tới gần 100m. 
Người Co ở nhà sàn. Dân làng góp sức làm chung ngôi nhà sau đó từng hộ được chia diện tích riêng phù hợp với nhu cầu sử dụng. Ngôi nhà có thể nối dài thêm cho những gia đình đến nhập cư sau. Dưới gầm sàn xếp củi, nhốt lợn, gà. 
Hầu hết người Co đã và đang chuyển sang làm nhà đất. Không ít người ưu kiểu nhà "xuyên trĩnh" ở đồng bằng miền Trung. 
Xưa kia, khi dân làng phát triển đông đúc mà việc nối nhà dài ngôi nhà thêm nữa không thuận tiện cũng không muốn chia làng mới thì họ kiến trúc kiểu "nhà kép", mở rộng theo chiều ngang. Như vậy là người Co đã đặt song song mặt hành mặt bằng sinh hoạt của hai dãy nhà, phần gưl của chúng ghép liền với nhau, tạo thành khoảng rộng dài ở giữa gồm gưl và truôk càn hai dãy tum ở đôi bên.

## Trang phục
Người Co không dệt vải, vì vậy vải và đồ may mặc đều mua của nơi khác, phần lớn là mua của người Kinh và người Xơ-đăng. Theo sắc phục truyền thống, nam giới thường ở trần, đóng khố, nữ quấn váy, mặc áo cộc tay, yếm. Trời lạnh mỗi người khoác tấm vải dài, rộng. Người Co thích đeo vòng cổ, vòng tay, hoa tai bằng đồng hoặc bạc, nhưng thích nhất là bằng hạt cườm. Phụ nữ quấn nhiều vòng cườm các màu quanh eo lưng.

## Những người Co có danh tiếng
| Tên                 | Sinh thời | Hoạt động                                                                                      |
| ------------------- | --------- | ---------------------------------------------------------------------------------------------- |
| Ka Ba Tơ            | 1940-2024 | Nguyên Phó Bí thư Thường trực Tỉnh ủy Kon Tum, nguyên Chủ tịch Hội đồng nhân dân tỉnh Kon Tum. |
| Đinh Thị Phương Lan | 1976-...  | Đại biểu Quốc hội Việt Nam khóa 14 (2016-2021), quê xã Trà Thủy, Trà Bồng, Quảng Ngãi          |
| Hồ Thị Vân          | 1983-...  | Đại biểu Quốc hội Việt Nam khóa 14 (2016-2021), quê xã Trà Lãnh, Tây Trà, Quảng Ngãi           |